# Majaczewice
Majaczewice [pronunciación en polaco: /majat͡ʂɛˈvit͡sɛ/] es un pueblo ubicado en el distrito administrativo de Gmina Burzenin, dentro del condado de Sieradz, Voivodato de Łódź, en el centro de Polonia. Se encuentra a unos 4 kilómetros al suroeste de Burzenin, a 19 kilómetros al sur de Sieradz, y a 61 kilómetros al suroeste de la capital regional Łódź.
El pueblo tiene una población de 188 habitantes.